# Paul van de Rovaart

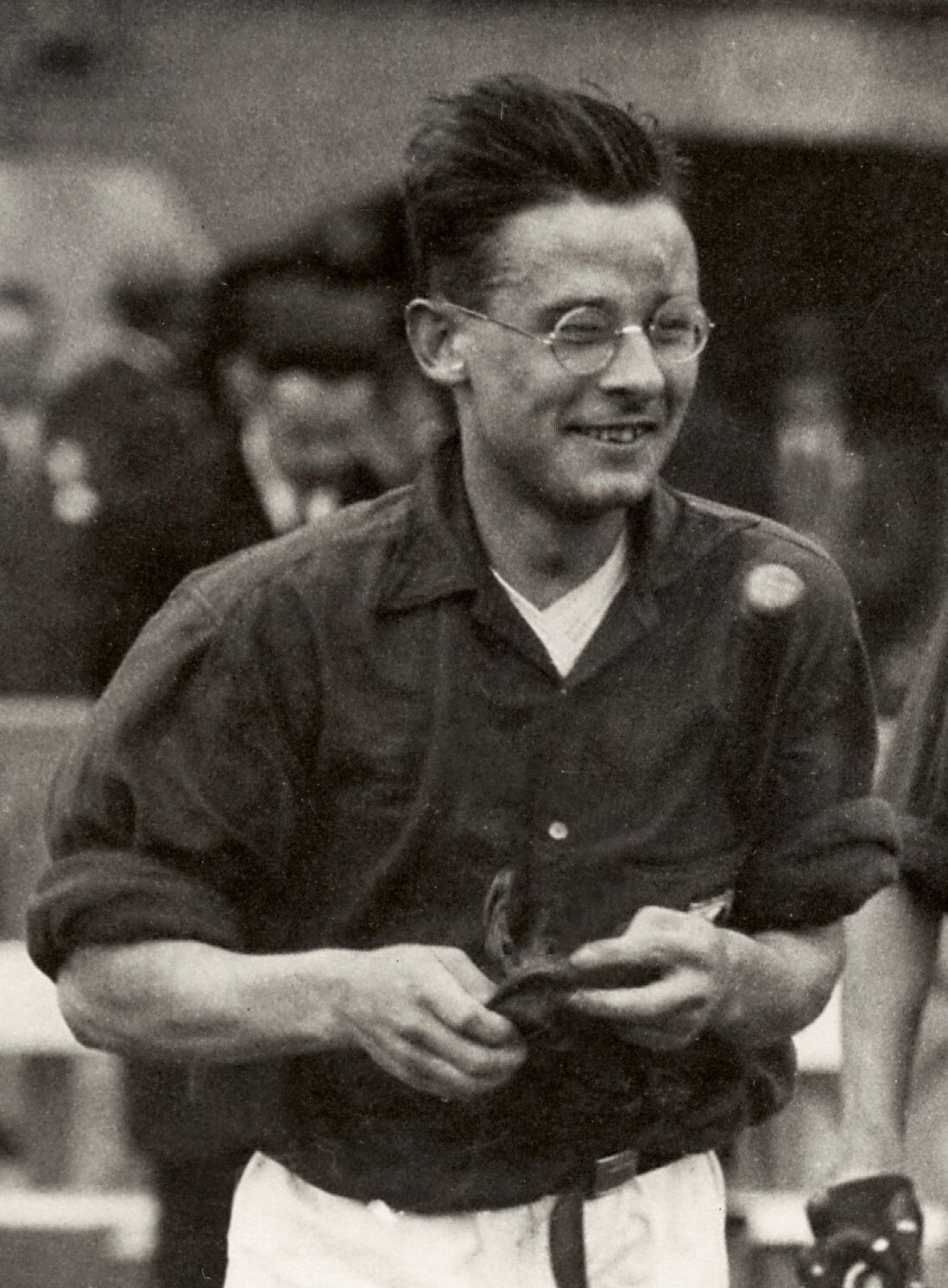
Paul van de Rovaart (1928)

Paulus „Paul“ van de Rovaart (* 24. Januar 1904 in Utrecht; † 24. November 1995 in Ommen) war ein niederländischer Hockeyspieler, der bei den Olympischen Spielen 1928 die Silbermedaille erhielt.

## Sportliche Karriere
Paul van de Rovaart war ein Stürmer, der für den Verein Haagsche Delftsche Mixed spielte. Van de Rovaart debütierte 1927 in der niederländischen Nationalmannschaft, für die er bis 1930 insgesamt 17 Länderspiele bestritt, in denen er drei Tore erzielte.
Beim olympischen Turnier 1928 war Paul van de Rovaart Mittelstürmer der niederländischen Mannschaft. Die indische Mannschaft gewann die eine Vorrundengruppe vor den Belgiern, in der anderen Vorrundengruppe platzierten sich die Niederländer vor der deutschen Mannschaft. Im Finale trafen die beiden Gruppenersten aufeinander und die indische Mannschaft gewann mit 3:0. Paul van de Rovaart wirkte in allen vier Spielen mit und schoss zwei Tore.